# Inegalitatea lui Karamata
Inegalitatea lui Karamata este o inegalitate puternică bazată pe convexitate.

## Forma ponderată
Teoremă.  Daca f este funcție convexă pe intervalul I, atunci
{\displaystyle p_{1}f(x_{1})+p_{2}f(x_{2})+...+p_{n}f(x_{n})\geq p_{1}f(y_{1})+p_{2}f(y_{2})+...+p_{n}f(y_{n})}
pentru orice {\displaystyle x_{1}\geq x_{2}\geq ...\geq x_{n},y_{1}\geq y_{2}\geq ...\geq y_{n}} sunt din intervalul {\displaystyle I} și
{\displaystyle p_{1}x_{1}\geq p_{1}y_{1}}
{\displaystyle p_{1}x_{1}+p_{2}x_{2}\geq p_{1}y_{1}+p_{2}y_{2}}
{\displaystyle ...}
{\displaystyle p_{1}x_{1}+p_{2}x_{2}+...+p_{n-1}x_{n-1}\geq p_{1}y_{1}+p_{2}y_{2}+...+p_{n-1}y_{n-1}}
{\displaystyle p_{1}x_{1}+p_{2}x_{2}+...p_{n}x_{n}=p_{1}y_{1}+p_{2}y_{2}+...+p_{n}y_{n}}
{\displaystyle p_{1},p_{2},...,p_{n}\geq 0} si {\displaystyle n\geq 2} 
dacă {\displaystyle f} este strict convexă, inegalitatea are loc dacă 
{\displaystyle (x_{1},x_{2},...,x_{n})=(y_{1},y_{2},...,y_{n})}